# Gio Evan

Gio Evan (2020)

Gio Evan (* 21. April 1988 in Molfetta, Provinz Bari, als Giovanni Giancaspro) ist ein italienischer Schriftsteller und Cantautore.

## Karriere
Im Alter von 20 Jahren präsentierte sich Gio Evan erstmals in der Öffentlichkeit, mit einer Lyriksammlung über eine Indienreise, die er auf der Straße verteilte. 2014 veröffentlichte er seinen ersten Roman La bella maniera. Im Lauf der Jahre erlangte er über soziale Netzwerke mit seinen Gedichten und Aphorismen große Popularität bei einem vor allem jugendlichen Publikum und veröffentlichte diverse Lyriksammlungen sowie einige Romane, ab 2017 beim Fabbri-Verlag. Gleichzeitig näherte er sich ab 2012 der Musik an und veröffentlichte mit dem Projekt Le scarpe del vento in Eigenproduktion ein Album, auf dem er sang und Gitarre spielte.
2018 erschien Gio Evans erstes offizielles Album Biglietto di solo ritorno beim unabhängigen Label MArte, gefolgt 2019 von Natura molta bei Artist First, das ihm nun auch als Musiker erstmals Aufmerksamkeit einbrachte. Nach weiteren Buchveröffentlichungen, einem Plattenvertrag beim Major-Label Universal und mehreren neuen Liedern wurde schließlich Gio Evans Teilnahme am Sanremo-Festival 2021 angekündigt.

## Diskografie
Alben
- 2018: Biglietto di solo ritorno (MArteLabel)
- 2019: Natura molta (Artist First)
- 2021 – Mareducato (Polydor / Universal Music)
- 2024 – Ribellissimi (Capitol Records / Universal Music)

Singles
- 2019: Scudo (IT: Gold)[3]
- 2019: Klimt (IT: Gold)

## Bibliografie
- La bella maniera. Narcissus, 2014 (Neuauflage: Goodfellas, 2017, ISBN 978-88-99770-07-5).
- Teorema di un salto. StreetLib, 2015 (Neuauflage: Goodfellas, 2018, ISBN 978-88-99770-08-2).
- Passa a sorprendermi. Miraggi, Turin 2016, ISBN 978-88-96910-87-0.
- Capita a volte che ti penso sempre. Fabbri, Mailand 2017, ISBN 978-88-915256-3-5.
- Ormai tra noi è tutto infinito. Fabbri, Mailand 2018, ISBN 978-88-915804-5-0.
- Cento cuori dentro. Fabbri, Mailand 2019, ISBN 978-88-915818-9-1.
- Se c’è un posto bello sei te. Fabbri, Mailand 2020, ISBN 978-88-915835-6-7.
- I ricordi preziosi di Noah Gingols. Fabbri, Mailand 2020, ISBN 978-88-915829-5-9.

## Belege
1. ↑  Alben von Gio Evan. In: Italiancharts.com. Hung Medien, abgerufen am 1. August 2023.
2. 1 2  Chi è Gio Evan, in gara a Sanremo 2021. In: Rockol.it. 17. Dezember 2020, abgerufen am 18. Dezember 2020 (italienisch).
3. ↑  Auszeichnungen für Musikverkäufe: IT

| Personendaten    | Personendaten                               |
| ---------------- | ------------------------------------------- |
| NAME             | Evan, Gio                                   |
| ALTERNATIVNAMEN  | Giancaspro, Giovanni (Geburtsname)          |
| KURZBESCHREIBUNG | italienischer Schriftsteller und Cantautore |
| GEBURTSDATUM     | 21. April 1988                              |
| GEBURTSORT       | Molfetta, Provinz Bari                      |